# Calicivirus felino
El calicivirus felino, también llamado CVF, es un virus perteneciente a la familia Caliciviridae, género Vesivirus. Provoca enfermedad aguda de vías respiratorias superiores en gatos, que se llama rinotraqueitis felina y se manifiesta por rinitis, conjuntivitis y úlceras en la boca. En ocasiones se producen complicaciones como neumonía.

## Transmisión
El virus se transmite de un gato enfermo a otro sano por contacto directo, a través de las secreciones nasales, lágrimas y saliva. También mediante contacto indirecto a través de objetos (fómites), por ejemplo comederos que hayan resultados contaminados por la saliva. El virus puede mantenerse activo hasta un mes fuera del animal. Algunos gatos tras sufrir la enfermedad se convierten en portadores permanentes, es decir no muestran signo alguno de enfermedad pero expulsan el virus a través de sus secreciones, pudiendo actuar como fuente de contagio y transmitir el virus.